# Titanattus pallidus
Titanattus pallidus es una especie de araña saltarina del género Titanattus, familia Salticidae. Fue descrita científicamente por Mello-Leitão en 1943.
Habita en Brasil.